# Isla Qaruh
Isla Qaruh (en árabe: جزيرة قارو) es una isla perteneciente al estado de Kuwait, que recibió su nombre por la gran cantidad de sedimentos de petróleo en la zona conocida como Qar. Es la más pequeña de las nueve islas, y la más alejada del continente, por encontrarse a 37,5 kilómetros de distancia y a 17 kilómetros de Isla Umm al Maradim. La isla es de aproximadamente 275 metros de largo por 175 metros de ancho, con lo que hace un total de 3,5 hectáreas aproximadamente. Esta isla fue la primera parte del suelo kuwaití que fue liberado de Irak durante la guerra del Golfo el 21 de enero de 1991.